# Phymaturus vociferator
Espèce
Phymaturus vociferator est une espèce de sauriens de la famille des Liolaemidae.

## Répartition
Cette espèce est endémique du Chili.

## Description
C'est un saurien vivipare.

## Publication originale
- Pincheira-Donoso, 2004 : A new species of the genus Phymaturus (Iguania: Tropiduridae: Liolaemini) from Central-Southern Chile. Multequina, vol. 13, p. 57-70 (texte intégral).